# Forma canònica (àlgebra de Boole)
En àlgebra booleana, es coneix com a terme canònic d'una funció lògica a tot producte o suma a la qual apareixen totes les variables en llur forma directa o inversa. Una funció lògica que estigui composta per operadors lògics pot expressar-se en forma canònica usant els conceptes de minterm i maxterm. Totes les funcions lògiques són expressables en forma canònica, tant com en "suma de minterms" com en "producte de maxterms". Això permet una millor anàlisi per a la simplificació d'aquestes funcions, la qual cosa és de gran importància per la minimització de circuits digitals.
Una funció booleana expressada com a disjunció lògica (OR) de minterms és coneguda com a "suma de productes", i la seva dual de De Morgan és el "producte de sumes", la qual és una funció expressada com a conjunció lògica (AND) de maxterms.

## Termes mínims
Per a una funció booleana de {\displaystyle n} variables {\displaystyle {x_{1},...x_{n}}}, un producte booleà on cadascuna de les {\displaystyle n} variables apareix una sola vegada (negada o sense negar) s'anomena terme mínim o minterm. És a dir, un minterm és una expressió lògica de n variables que consisteix únicament en l'operador conjunció lògica (AND) i l'operador negació (NOT).
Per exemple, {\displaystyle abc}, {\displaystyle ab'c} i {\displaystyle abc'} són exemples de minterms per a una funció booleana amb les tres variables {\displaystyle a}, {\displaystyle b} i {\displaystyle c}.

### Indexació deminterms
En general, hom assigna a cada minterm (escrivint les variables que el componen en el mateix ordre), un índex basat en el valor binari del minterm.
Un terme negat, com ara {\displaystyle a'}, es considera com el número binari 0, i el terme no negat {\displaystyle a} es considera com un 1.
Per exemple, hom pot associar el nombre 6 amb {\displaystyle abc'}, i anomenem l'expressió {\displaystyle m_{6}}. Llavors {\displaystyle m_{0}} de tres variables és {\displaystyle a'b'c'} i {\displaystyle m_{7}} hauria de ser {\displaystyle abc}, ja que 7 en base 10 s'expressa com a 111 en base 2.
Hom pot observar que cada minterm només retorna el valor cert (1) amb una sola entrada de les possibles.
Per exemple, el minterm 5, {\displaystyle ab'c} és cert només quan a i c són certs i b és fals; l'entrada a = 1, b = 0, c = 1 dona com a resultat 1.

### Funció equivalent
Si tenim una taula de veritat d'una funció lògica f(a, b), llavors és possible escriure-la com a "suma de productes". Per exemple, donada la taula de veritat de la dreta, observem que les files amb resultat 1 són la primera i la quarta. Aleshores, podem escriure f com la suma dels minterms {\displaystyle f(a,b)=m_{0}+m_{3}}.
Si volem verificar això:
{\displaystyle f(a,b)=m_{0}+m_{3}=(a'b')+(ab)}
tindrem que la taula de veritat de la funció, calculant-la directament, serà la mateixa.
Aquesta expressió aplicada a interruptors seria la de la figura; hom pot veure que hi ha dues branques: en la superior, dos interruptors inversos a' i b' posats en sèrie, la qual cosa és equivalent a a'b'; en la inferior, dos interruptors directes a i b també en sèrie, la qual cosa és equivalent a ab. Aquests dos circuits posats en paral·lel resulten en a'b' + ab.

## Termes màxims
Un terme màxim o maxterm és una expressió lògica de n variables que consisteix únicament en la disjunció lògica i l'operador complement o negació. Els maxterms són una expressió dual dels minterms. En comptes d'usar operacions AND, utilitzaem operacions OR i procedim de manera similar.
Per exemple, els següents termes canònics són maxterms:
{\displaystyle a+b'+c}
{\displaystyle a'+b+c}

### Dualització
El complement d'un minterm és el seu respectiu maxterm. Això es pot verificar fàcilment usant les Lleis de De Morgan. Per exemple:
{\displaystyle m_{1}'=M_{1}}
{\displaystyle (a'b)'=a+b'}

### Indexació demaxterms
Per tal d'indexar maxterms ho podem fer de la manera contrària a la que hem seguit pels minterms. Hom assigna a cada maxterm un índex basat en el complement del nombre binari que representa. Per exemple, per a una funció de tres variables f(a, b, c) podem assignar {\displaystyle M_{6}} (maxterm 6) al maxterm: {\displaystyle a'+b'+c}. De manera similar, {\displaystyle M_{0}} de tres variables hauria de ser {\displaystyle a+b+c}, i {\displaystyle M_{7}} és {\displaystyle a'+b'+c'}.
Hom pot veure fàcilment que un maxterm només dona com a resultat 0 per a una única entrada de la funció lògica. Per exemple, el maxterm 5, {\displaystyle a'+b+c'}, és fals només quan a i c són certs i b és fals; l'entrada a = 1, b = 0, c = 1 dona com a resultat zero.

### Funció equivalent
Si tenim una taula de veritat d'una funció lògica f(a, b), és possible escriure la funció com a "producte de sumes". Per exemple, donada la taula de veritat de la dreta, observem que les files que tenen com a sortida 0 són la segona i la tercera. Llavors, podem escriure f com a producte de maxterms {\displaystyle M_{1}M_{2}}.
Si volem verificar això:
{\displaystyle f(a,b)=(a+b')(a'+b)}
tindrem que la taula de veritat de la funció, calculant-la directament, serà la mateixa.
L'aplicació en un circuit d'interruptors és la de l'esquema, on es poden veure els dos interruptors superiors a i a', i els inferiors b' i b.
En primer lloc, tenim posats en paral·lel a i b', la qual cosa correspon a a+b', i a continuació a' i b en paral·lel, la qual cosa correspon a a'+b. Aquests dos circuits parcials posats en sèrie són equivalents a (a+b')(a'+b).
Aquest circuit està tancat només en dues de les quatre combinacions possibles.
Aquest circuit i l'anterior són clarament diferents, però tots dos corresponen a la mateixa taula de veritat i, per tant, són equivalents.
Encara que partim de la mateixa expressió booleana, hom pot realitzar diferents configuracions equivalents, com podem veure en aquesta segona figura.
Es pot demostrar l'equivalència, simplificant la funció, partint de:
{\displaystyle f(a,b)=(a+b')(a'+b)}
Realitzant les multiplicacions, tenim:
{\displaystyle f(a,b)=aa'+ab+b'a'+b'b}
Simplificant:
{\displaystyle f(a,b)=ab+b'a'}
amb la qual cosa tenim la funció obtinguda per minterms.